# Центральный парк культуры и отдыха имени А. М. Матросова
Центральный парк культуры и отдыха им. А. М. Матросова — центральный парк в городе Ишимбае. Основан в 1946 году.
Парк находится на пересечении Советской, Бульварной, Стахановской и Зелёной улиц.

## История
Парк культуры и отдыха основан в 1946 году как городской парк молодёжи.
В советские годы в парке было установлено множество аттракционов, среди которых детское колесо обозрения, американские горки, железная дорога, паровозик, лодочки, карусели. На сегодняшний день их практически не осталось. Теперь он практически разрушен.
В начале 2000-х годов популярностью пользовался аттракцион «Весёлая радуга», созданный на базе мини-трактора «КМЗ-012ч» или «Беларус-132Н» и одного-двух прицепных вагонов на 12 (24) посадочных мест для взрослых или 16 (32) детских посадочных мест.
Городской парк не раз менял хозяев. После приватизации муниципального имущества, некоторые участки приватизировали частные предприниматели, которые, не особенно стремились поддерживать чистоту.
Постановлениями главы администрации муниципального района Ишимбайский район М. Х. Гайсина от 15 и 22 октября 2010 года вся территория парка передана в аренду МУП «ЭКО», а объекты недвижимости, находящиеся на ней, — в его хозяйственное ведение.
В 2015 году в центральном парке культуры и отдыха произведена полная реконструкция. Закончено строительство нового светомузыкального фонтана диаметром 10 м. Смонтирована смотровая площадка, сцена для культурно - массовых мероприятий. Выполнено строительство современной детской площадки с  современным оборудованием, проложены новые тропинки и тротуары из плитки и асфальта, имеется беговая дорожка, где в зимнее время можно кататься на лыжах. Произведена дополнительная посадка саженцев деревьев. 

## Перспективы
Летом 2011 года планируется приобрести и установить два новых аттракциона, батуты и машинки на аккумуляторах для малышей, а также пять-шесть продуктовых палаток. В планах — наладить контакты с передвижными цирками, которые, приезжая в Ишимбай, располагаются, как правило, на территории микрорайона Южный.

## Достопримечательности
- Памятник А. М. Матросову — 1974 год.
- Фонтан
- Музыкальный световой фонтан
- Скульптура «Орёл»